# Panyingkiran Lor
Panyingkiran Lor is een bestuurslaag in het regentschap Indramayu van de provincie West-Java, Indonesië. Panyingkiran Lor telt 3548 inwoners (volkstelling 2010).